# Reteporella tristis
Reteporella tristis är en mossdjursart som först beskrevs av Jullien 1903.  Reteporella tristis ingår i släktet Reteporella och familjen Phidoloporidae. Inga underarter finns listade i Catalogue of Life.